# チップワンストップ
株式会社チップワンストップ（英: Chip One Stop, Inc.）は、神奈川県横浜市港北区に本社を置く日本の企業である。

## 概要
半導体・電子部品の通販サイトを運営している。
新横浜本社の他、国内（東京、関西）と中国（香港、深圳）に拠点を置き、新横浜と香港に物流センターを構える。親会社は、米国コロラド州センテニアルを本拠地とするアロー・エレクトロニクス。

## 沿革
- 2001年
  - 2月 - 横浜市都筑区にて設立
  - 5月 - www.chip1stop.comにて、半導体・電子部品の購買代行サービスを開始
- 2004年
  - 4月 - 関西営業所 （大阪市北区） を開設
  - 10月 - 東京証券取引所マザーズ市場上場
- 2006年2月 - 本社を横浜市港北区新横浜に移転
- 2008年5月 - 物流センターを横浜市港北区新羽町へ拡張移転
- 2011年
  - 5月 - 関西営業所を大阪市淀川区へ移転
  - 12月 - アロー・チップワンストップ・ホールディングス合同会社による株式の公開買付により、東京証券取引所マザーズ市場の上場廃止
- 2012年
  - 2月 - 香港に海外子会社　Chip One Stop (Hong Kong) Ltd.を設立
  - 5月 - 物流センターを横浜市港北区北新横浜へ拡張移転
- 2015年
  - 4月 - 東京支社（港区愛宕）を開設
  - 7月 - 深圳に海外子会社Chip One Stop (Shenzhen) Ltd.を設立
- 2018年1月 - 東京支社を拡張
- 2020年8月 - 物流センターを現住所（横浜市都筑区）に拡張移転

## 事業

### 電子デバイス事業
- ECサイト「www.chip1stop.com」を通じた電子部品・半導体の販売

### ソリューション事業
- 生産中止・代替品情報データベース、半導体データシート・パラメータデータベースのライセンス販売
- 各種ソリューション、コンサルティングの提供